# عبد الله العلمي
عبد الله بن محمد بن صلاح الدين العَلَمي الحسني (1861- 26 يوليو 1936) فقيه شافعي وشاعر فلسطيني ومفسر ومناظر ومشارك في بعض العلوم الإسلامية. ولد في غزة وتعلم بها وفي الأزهر. تصدر للتدريس في غزة وبيروت ثم عين رئيساً لبلدية غزة فمفتشاً لمعارفها. هاجر إلى سوريا سنة 1918 وعين عضواً في المؤتمر السوري الأول، وألقى دروساً في التفسير في الجامع الأموي إلى أن توفي في دمشق.

## سيرته
هو عبد الله بن محمد بن صلاح الدين العَلَمي، الحسني نسباً، الغزي مولداً، الدمشقي استقراراً ووفاة.
ولد سنة 1278 هـ/ 1861 م في غزة وتلقّى تعليمه الأولي فيها على يد علماء عصره، ثم رحل إلى مصر سنة 1880 وجاور في الأزهر سبع سنوات دارسًا على يد علمائه ثم عاد إلى مسقط رأسه فعمل مدرسًا للتفسير فيها في الجامع الكبير. ثم رحل إلى مصر لمدة عام، عاد بعده إلى عمله غزة، انتقل إلى التدريس في جامع السيد هاشم، ثم ترك مهنة التدريس وعمل بالتجارة، ورحل إلى مصر فبيروت حيث عين مدرسًا في مكتب الصائغ، عاد بعدها إلى غزة فعين مأمور إجراء، فمفتشًا على مدارس قرى غزة، ثم تقلد منصب تحصيل أموال المعارف، فرئيسًا لمجلس البلدية بالوكالة، ثم هاجر إلى نابلس فدمشق، وعمل واعظًا في الجامع الأموي ومعلمًا للبنات سنة 1918.

في سنة 1336 هـ/ 1918 م هاجر بأسرته إلى دمشق، فكان من أعضاء المؤتمر السوري الأول وألقی دروساً في التفسير والإرشاد الديني في الجامع الأموي، إلى أن توفي في 8 جمادى الأولى 1355/ 26 يوليو 1936 م.

## شعره
له كتاب يحوي أربع منظومات، طبع في القاهرة 1899، شعره أقرب إلى النظم، يكثر فيه تضمين آي من القرآن، منظوماته الأربع:
الأولى «زورق البحور في علم العروض» لبيان أنواع البحور وأوزانها، والزحاف والعلل وأسمائها،
والثانية «باقة الرياض الغزية في إفراغ الألفية ومدح خير البرية والخلفاء الأربع والإمام الحسين الأرفع»، حيث الشطر الأول نظم والثاني من باب النحو،
والثالثة «الكوثرية في مدح خير البرية»، اختار لها بحر الخبب،
والرابعة «مدح العجوز بالقدح المرموز» وهي قصيدة منظومة في ذم الدنيا على طريقة الصوفية،

## مؤلفاته
- تفسير مشكلات القرآن، مخطوط.
- مؤتمر تفسير سورة يوسف، مجلدان، مطبوع.
- النوردجة في قصة المولد الأَرِجَة المنظومة على كيفية المزدوجة
- البصيرة على بيتي الجبيرة في مذهب الإمام الشافعي
- الديباج المنشور على المتن المسمى زورق البحور في علم العروض
- الحرية ومجلس المبعوثان من تعاليم القرآن
- تفسير قصة يوسف وفيه بيان الطبائع الصهيونية
- سلاسل المناظرة الإسلامية النصرانية بين شيخ وقسيس